# Didier Sauvegrain
Didier Henri André Sauvegrain, né le 16 septembre 1950 à Neuilly-sur-Seine, est un acteur français .

## Biographie
Il est surtout connu pour ses seconds rôles à la télévision et au cinéma de marginaux, voyous à la « belle gueule » et autres personnages « borderline ».

## Filmographie

### Cinéma
- 1974 : Et avec les oreilles qu'est-ce que vous faites ? d'Eddy Matalon
- 1975 : La Coupe à dix francs de Philippe Condroyer
- 1975 : Couche-moi dans le sable et fais jaillir ton pétrole... de Norbert Terry - Le détenu
- 1975 : L'Éducation amoureuse de Valentin de Jean L'Hôte - Un voyou
- 1977 : Le Passé simple de Michel Drach - Le jeune automobiliste
- 1977 : Paradiso de Christian Bricout - Jean
- 1978 : Les Routes du sud de Joseph Losey - Le soldat Korpik
- 1978 : Chaussette surprise de Jean-François Davy - Luc
- 1978 : Le Dossier 51 de Michel Deville - Pylos
- 1979 : I... comme Icare de Henri Verneuil - Karl Eric Daslow
- 1980 : À vingt minutes par le RER, court-métrage de Richard Malbequi - Le policier
- 1980 : Vacances royales de Gabriel Auer - Toni
- 1980 : Le Coup du parapluie de Gérard Oury - Stanislas Lefort, dit 'La Folle'
- 1981 : Scopitone, court-métrage de Laurent Perrin - Patrick
- 1981 : Une robe noire pour un tueur de José Giovanni - l'architecte
- 1981 : L'Homme fragile de Claire Clouzot - Michel Teillay
- 1981 : La Flambeuse de Rachel Weinberg - Maxence
- 1981 : Putain d'histoire d'amour de Gilles Béhat - Louis Dero
- 1982 : Enigma de Jeannot Szwarc
- 1983 : Alexandre de Jean-François Amiguet - Antoine
- 1983 : Les Sacrifiés de Okacha Touita - Gérard
- 1983 : Le Marginal de Jacques Deray - Marc Villa, un tueur de Meccaci
- 1984 : Le Sang des autres de Claude Chabrol - Le 1er soldat dans le café
- 1984 : L'Arbalète de Sergio Gobbi - Le chef des 'Justiciers'
- 1986 : Pygmées de Raymond Adam - Michel Charant
- 1986 : Sarraounia de Med Hondo - Doctor Henric
- 1987 : L'Un contre l'autre, court-métrage d'Alain Mugnier
- 1987 : Le Beauf d'Yves Amoureux - Marc
- 1990 : Il y a des jours... et des lunes de Claude Lelouch - Docteur
- 1994 : Jeanne la Pucelle de Jacques Rivette - Raoul de Gaucourt
- 1996 : Le Cri de la soie d'Yvon Marciano - Docteur Bellec
- 1999 : Haut les cœurs ! de Sólveig Anspach - docteur Lalande
- 2002 : Laissez-passer de Bertrand Tavernier - Thirard
- 2003 : Un autre homme, court-métrage de Catherine Klein
- 2004 : Rois et Reine d'Arnaud Desplechin - Le chirurgien
- 2004 : Automne de Ra'up McGee - Gérard
- 2005 : L'Empire des loups de Chris Nahon - Dr. Ackerman
- 2005 : Les Amants réguliers de Philippe Garrel
- 2006 : Déluge, court métrage d'Antoine Barraud - Mon père
- 2017 : L'Échange des princesses de Marc Dugain - le cardinal de Fleury
- 2021 : Eugénie Grandet de Marc Dugain

### Télévision
- 1980 : Les Enquêtes du commissaire Maigret, épisode : L'Affaire Saint-Fiacre de Jean-Paul Sassy
- 1975 : Messieurs les jurés : L'Affaire Andouillé de 'Michel Genoux
- 1978 : Désiré Lafarge  épisode : Les Vacances de Désiré Lafarge  de Jacques Krier
- 1977-1986 : Cinéma 16 - 4 épisodes : 
  - 1977 : A6 de Bernard Maigrot
  - 1981 : Un paquebot dans la tête de Philippe Condroyer
  - 1984 : La Fête de Eric Le Hung
  - 1986 : Le Collier de velours de Jean Sagols
- 1984 les Fils des alligators d'André Farwagi : Kurt
- 1986 : Médecins de nuit de Nicolas Ribowski, épisode : Hep taxi !
- 1990 : Les Cinq Dernières Minutes, épisode : Saute qui peut de Bernard Choquet
- 1993 : L'instit, épisode 1-03, Concerto pour Guillaume, de Jacques Ertaud : Loïc
- 1998 : Victor Schœlcher, l'abolition de Paul Vecchiali
- 1999 : Une femme d'honneur, épisode Mort en eaux troubles : Lucien Schwartz
- 2001-2004 : Les Cordier, juge et flic (TV Series)
  - 2001 : Liens de sang de Bertrand Van Effenterre  : Le général Lecat
  - 2004 : Menace sur la ville de Jean-Denis Robert : Olivier Vanessi
- 2010 : Plus belle la vie : Edmond Servin
- 2012 : Le Sang de la vigne, « Mission à Pessac » : Ferdinand Ténotier
- 2021 : Disparu à jamais : Louis Menighetti

## Théâtre
- 1971 : Les Brigands de Friedrich von Schiller, mise en scène Anne Delbée, Halles de Paris
- 1975 : Lear d'Edward Bond, mise en scène Patrice Chéreau, TNP Villeurbanne, Théâtre national de Belgique, Théâtre national de l'Odéon
- 1978 : Les Mères grises de Daniel Besnehard, mise en scène Claude Yersin, Festival d'Avignon
- 1981 : Bent de Martin Sherman, mise en scène Peter Chatel, Théâtre de Paris
- 1988 : L'Étrange intermède d'Eugene O'Neill, mise en scène Jacques Rosner, Théâtre Sorano Toulouse, Théâtre des Treize Vents en 1989
- 1988 : Mala Strana de Daniel Besnehard, mise en scène Claude Yersin, Nouveau théâtre d'Angers
- 1993 : Rachat d'après Friedrich Gorenstein, mise en scène Josanne Rousseau, Théâtre du Rond-Point
- 1995 : La Seconde Surprise de l'amour de Marivaux, mise en scène Michel Dubois, Comédie de Caen, Nouveau théâtre d'Angers
- 1995 : Bal à Wiepersdorf d'Ivane Daoudi, lecture Festival d'Avignon
- 1995 : Teltow Kanal d'Ivane Daoudi, mise en scène Claude Yersin, Nouveau théâtre d'Angers
- 1998 : Neige et sables, Libre échange, L'Étang gris, Troublés, Clair d'usine, Les Mères grises de Daniel Besnehard, lectures dirigées par Claude Yersin, Festival d'Avignon
- 2003 : Portrait d'une femme de Michel Vinaver, mise en scène Claude Yersin, Nouveau théâtre d'Angers
- 2005 : Le Comte Öderland de Max Frisch, mise en scène Claude Yersin, Nouveau théâtre d'Angers
- 2006 : L'Objecteur de Michel Vinaver, mise en scène Claude Yersin, Nouveau théâtre d'Angers, Théâtre de l'Union, Théâtre de l'Est parisien, tournée